# Agrostis juergensii
Agrostis juergensii é uma espécie de gramínea do gênero Agrostis, pertencente à família Poaceae.